# Kapitan Petko Voivoda
Kapitan Petko Voivoda (în bulgară Капитан Петко войвода) este un sat în Obștina Topolovgrad, Regiunea Haskovo, Bulgaria.

## Demografie
Componența etnică a satului Kapitan Petko Voivoda
     Bulgari (31,78%)
     Nicio identificare (68,21%)
     Altele (0%)
La recensământul din 2011, populația satului Kapitan Petko Voivoda era de 151 locuitori. Nu există o etnie majoritară, locuitorii fiind  și bulgari (31,78%). Pentru 68,21% din locuitori nu este cunoscută apartenența etnică.